# Comtal Corporation
Comtal Corporation là một công ty điện tử của Mỹ, là một trong những công ty đầu tiên chuyên về xử lý hình ảnh kỹ thuật số. Công ty thành lập vào đầu những năm 1970 và được 3M mua lại vào năm 1980. Người sử dụng bộ xử lý hình ảnh Comtal bao gồm NASA, quân đội, các thiết kế hỗ trợ máy tính, kỹ thuật viên tia X và kỹ sư trong lĩnh vực xử lý tín hiệu.

## Lịch sử

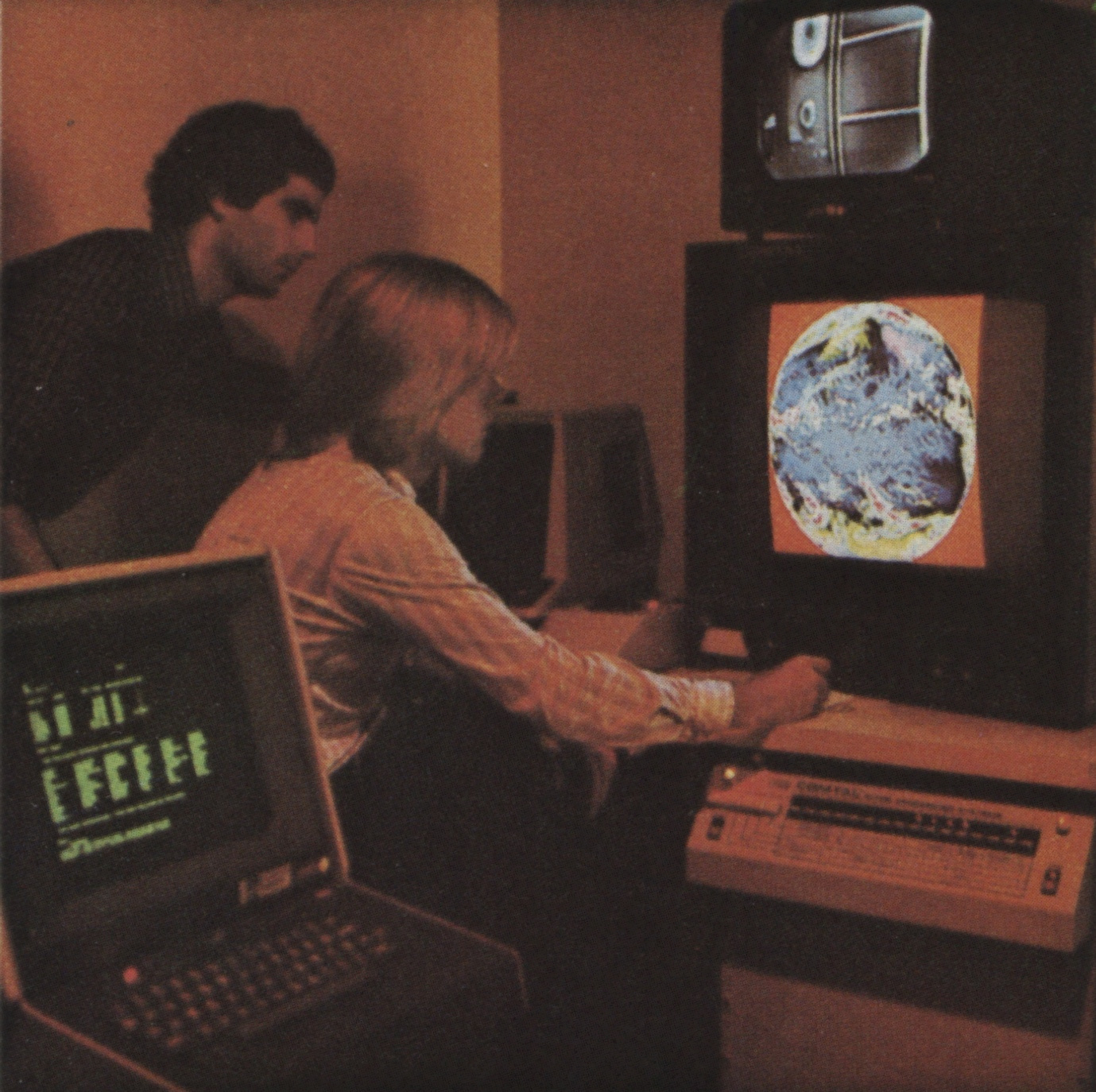
Employees at the Hughes Aircraft Company observing an image on a Comtal image processor, circa 1979

Comtal Corporation được thành lập vào đầu những năm 1970 tại Pasadena, California. Nền tảng cho các sản phẩm đầu tiên của công ty dựa trên nghiên cứu được thực hiện về xử lý hình ảnh kỹ thuật số của NASAvào những năm 1960 tại Trung tâm Vũ trụ Stennis (sau đó được gọi là Cơ sở Thử nghiệm Mississippi). Nghiên cứu này đã mang lại hệ thống Spectravision, một màn hình hiển thị hình ảnh kỹ thuật số do Aerojet sản xuất vào cuối những năm 1960. Các thành viên trong nhóm dự án Spectragraph đã thành lập Comtal vào năm 1971 hoặc 1972. Mặc dù chỉ hoạt động nhỏ, công ty đã tích cực tiếp thị hình ảnh kỹ thuật số của riêng họ vào giữa những năm 1970, vào thời điểm đó hệ thống Spectragraph của Aerojet đã tuyệt chủng.